# Chlorostilbon assimilis
La esmeralda de Panamá, esmeralda jardinera o esmeralda afín (Chlorostilbon assimilis) es una especie de ave apodiforme de la familia Trochilidae —los colibríes— perteneciente al género Chlorostilbon. Es nativa del sureste de América Central.

## Distribución y hábitat
Se distribuye desde el suroeste de Costa Rica (Valle de Térraba y Montes de Dota) hacia el sur por la costa árida del Pacífico de Panamá (incluidas las islas Coiba y Pearl).
Esta especie es considerada común en Panamá pero menos numerosa en Costa Rica, en sus hábitats naturales: los bordes boscosos, setos alrededor de campos abiertos, matorrales a lo largo de arroyos, zonas de matorral y jardines. Registrada principalmente en tierras bajas costeras y de piedemonte, hasta 1200 m de altitud en Panamá y 1500 m en Costa Rica.

## Descripción
Mide 8 cm de longitud y pesa 2,6 g. Las partes superiores del macho son bronceadas, sus partes inferiores son verde brillante, con grupas blancas y una cola muy ahorquillada. Las partes inferiores de la hembra son grises, posee una franja blanca detrás del ojo y manchas en los oídos. Su cola posee puntas blancas, el diseño ahorquillado profundo de la cola del macho. Los ejemplares juveniles se asemejan a la hembra adulta, pero poseen extremos rufos claros en sus plumas.

## Ecología
El nido es una copa prolija de fibras vegetales decorada en su cara exterior con trozos de corteza. La hembra incuba dos huevos blancos.
Su llamada es un «chit» breve, y el canto del macho es un débil «tsippy tsi tsi». Los machos en época de reproducción se posan en ramas y pueden lucir su vuelo.
Estas aves visitan flores pequeñas, incluidas aquellas ignoradas por otras especies, y capturan insectos diminutos. A menudo son espantados por colibríes más grandes.

## Sistemática

### Descripción original
La especie C. assimilis fue descrita por primera vez por el ornitólogo estadounidense George Newbold Lawrence en 1861 bajo el mismo nombre científico; su localidad tipo es: «istmo de Panamá».

### Etimología
El nombre genérico masculino «Chlorostilbon» se compone de las palabras del griego «khlōros» que significa ‘verde’, y «stilbōn» que significa ‘brillante’, un epíteto del planeta Mercurio; y el nombre de la especie «assimilis», en latín significa ‘similar’, ‘parecido’.

### Taxonomía
Anteriormente se trataba como una de las muchas subespecies del «complejo  Chlorostilbon mellisugus». Es monotípica.